# جائزة السلام الألفية للمرأة
في عام 2001، كجزء من حملة التنبيه الدولي لبناء السلام للمرأة، منح صندوق الأمم المتحدة الإنمائي للمرأة جائزة الألفية للسلام للمرأة. صمّم الجائزة البرونزية النحات الأمريكي التصويري تيم هولمز، الذي أنشأ العديد من الجوائز الدولية. يصور التمثال الذي يحمل اسم أنيما موندي، امرأة تجمع ملامح وجهها بين عناصر من العديد من الأجناس، تميل وتخطو للأمام جنبًا إلى جنب.

## الفائزون بالجائزة
أعلنت الأمم المتحدة الفائزون بالجائزة:
| السنة | التصنيف | الفائز بالجائزة                   | الجنسية             |
| ----- | ------- | --------------------------------- | ------------------- |
| 2001  | فردية   | فلورا بروفينا                     | كوسوفو              |
| 2001  | فردية   | أسماء جهانجير.                    | باكستان             |
| 2001  | فردية   | هينا جيلاني                       | باكستان             |
| 2001  | فردية   | فينيراندا زامبازاماريا            | رواندا              |
| 2001  | مشتركة  | روتا باسيفيكا دي لاس موخيريس      | كولومبيا            |
| 2001  | مشتركة  | مؤسسة ليتانا نيهان لتنمية المرأة. | بابوا غينيا الجديدة |
| 2001  | مشتركة  | مؤسسة نساء بالأسود                | مؤسسة عالمية        |

## حفل التكريم
أُقيم حفل تكريم الفائزات وتوزيع منحوتات الجائزة في اليوم العالمي للمرأة 8 مارس 2001 في مقر الأمم المتحدة في مدينة نيويورك. شارك العديد من النساء المعترف بمجهوداتهن القوية في مواجهة العنف. وكان من بين الحاصلين على الجائزة فينيراندا زامبازاماريا، المعترف بها للمصالحة التي حققتها كرئيسة للجمعية المؤيدة للنساء تويسي هاموي Twese Hamwe، وهي مجموعة تضم 32 منظمة نسائية في رواندا. تم تجميع المجموعة بعد فترة وجيزة من مذبحة التوتسي في نيسان / أبريل 1994 والهوتو المتعاطفين التي أسفرت عن مقتل مليون شخص وخلق أكثر من مليوني لاجئ. كما تم تكريم فلورا بروفينا، رئيسة رابطة النساء الألبانيات في كوسوفو، لإنشاء مركز يهتم بالنساء والأطفال الفارين من كوسوفو أثناء الاحتلال الصربي. وفي أبريل 1999، تم القبض عليها من قبل الجيش الصربي بتهمة جمع الطعام والملابس واللوازم الطبية لجيش تحرير كوسوفو. تم إطلاق سراحها في نوفمبر 2000. تم تكريم النشطاء الباكستانيين في مجال حقوق الإنسان أسماء جاهانجير وهينا جيلاني، لمساعدتهما في تحقيق حل نسوي للنزاع المرير بين الهند وباكستان حول كشمير.
فازت مجموعتان أيضًا بالجائزة، حيث كٌرّمت روتا باسيفيكا دي لاس موخيريس من كولومبيا ، لتدريس استراتيجيات التعايش للنساء الريفيات والمهنيات. كما تنظم المجموعة مسيرات المرأة الداعية إلى حل سلمي للنزاعات المستمرة. وفازت مؤسسة ليتانا نيهان لتنمية المرأة بالجائزة لتقديم الإغاثة الإنسانية للنساء والأطفال الذين سقطوا ضحايا للحرب المستمرة منذ تسع سنوات بين متمردي بوغانفيل وجيش بابوا غينيا الجديدة. تقدم ليتانا نيهان أيضًا تدريبات على حل النزاعات، وتُنمي الوعي بفيروس نقص المناعة البشرية / الإيدز، وتُعلِّم تكتيكات لإنهاء العنف ضد المرأة.